# Csernobil–2

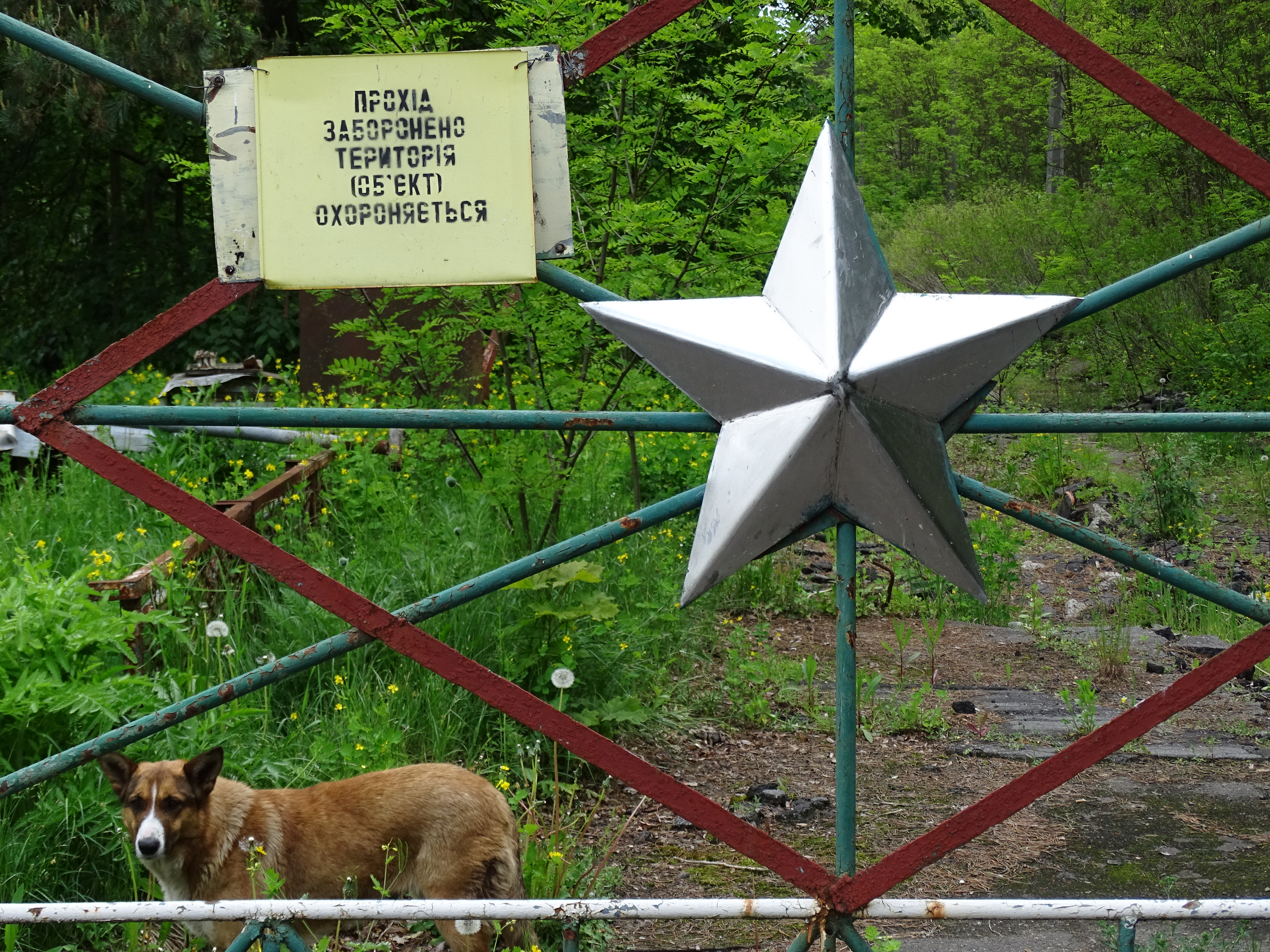
A transz-horizontális radar-rendszer kapuja a Zónában (2016)

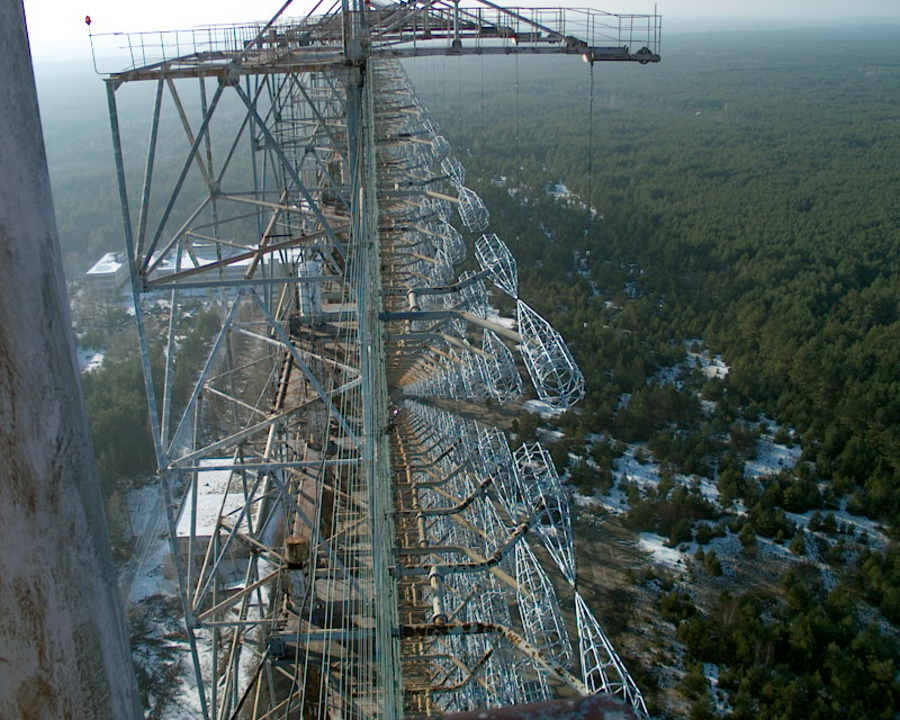
Duga–2 típusú radar Csernobil–2 bázison (2007)

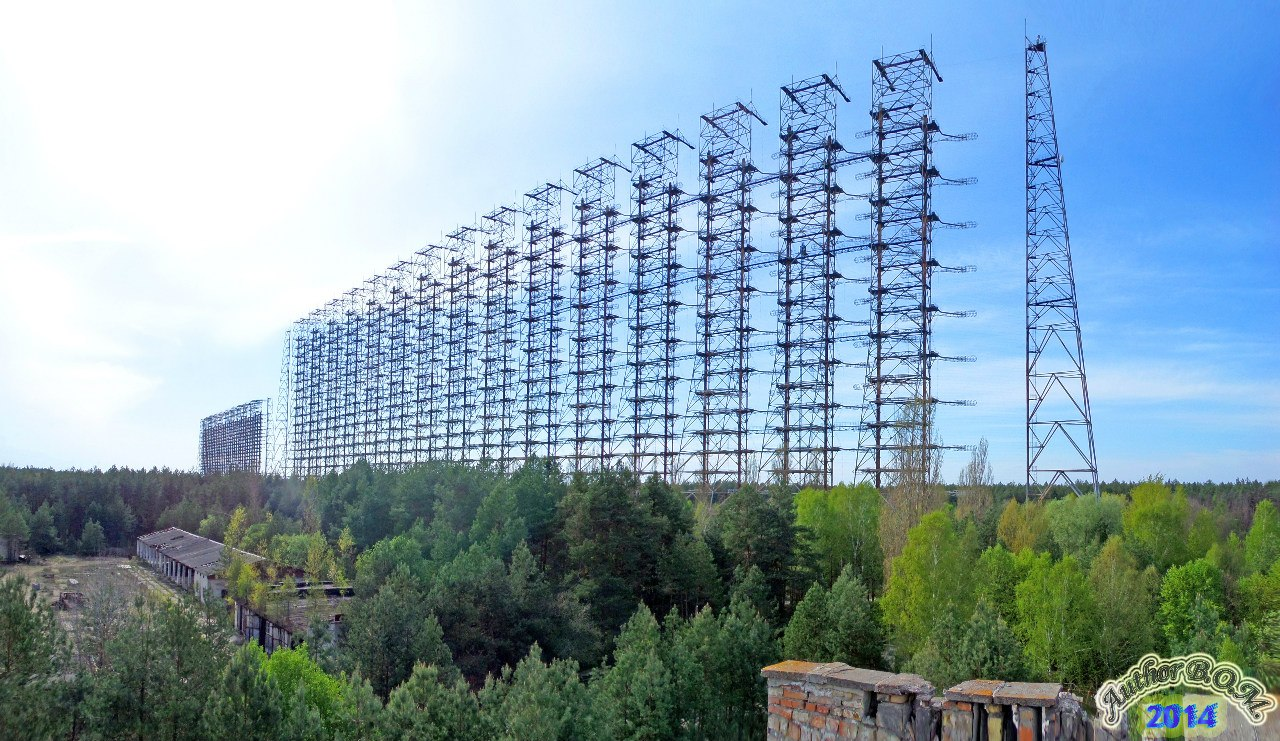
A radar oldalsó nézetből (2014)

Csernobil–2 (oroszul: Чернобыль–2) az ukrajnai Csernobil körüli 30 km-es zóna területén elhelyezkedő katonai bázis, amely az egykori szovjet korai rakéta-előrejelző rendszerhez tartozó Duga–2 (NATO-kódja: Steel Yard) típusú horizonton túli rakétafelderítő rádiólokátornak (GRAU-kódja: 5N32, később 32D6-ra változtatták) ad helyet. A Mikolajiv mellett felépített első, kísérleti rendszert, a Duga–1-et követően a Csernobil és Homjel körzetébe telepített és 1976-ban üzembe helyezett Duga–2 volt az első éles üzemben működő szovjet horizonton túli radar. Alapvető feladata az Egyesült Államok területén történő rakétaindítások felderítése volt. A rendszer az ionoszférában való hullámterjedés megváltozását figyelte, melyet a rakétaindítások befolyásoltak. Csernobil–2 bázison a rendszer vevőantennái helyezkednek el, az adót a Csernyihivi területen, a belarusz–ukrán határ közelében található Ljubecs–1 bázison építették fel. Csernobil–2-n és Ljubecs–1-en egy nagyobb és egy kisebb rácsantenna található, ezek a rendszer a két hullámhosszú üzemmódját biztosítják. A Ljubecs–1-en elhelyezkedő adó teljesítménye kb. 8 MW (megawatt). A rendszert sikeresen tesztelték előbb közeli rakétaindításokkal, majd a Csendes-óceánon történt indításokkal is. Nehézséget az akkori szovjet számítógépek számítási kapacitása okozott, ami a jelek feldolgozásához feltétlenül szükséges volt.
Az adás frekvenciája 4 és 30 MHz között változott, a legnagyobb használható frekvencia függvényében, amit az ionoszféra aktuális állapota határoz meg. Hajnalban például jellemzően a 14 és 22 MHz közötti sávot használták. Az adó teljesítményére különböző becslések vannak 2 és 40 MW között. A kisugárzott jel pulzusmodulált volt, ami a transzatlanti repülésben használt vészfrekvenciákat zavarta, ezért bizonyos konkrét frekvenciákat később kihagytak.
A radar megközelíthető a Lelev és Kopacsi között húzódó főútról lekanyarodva. Régebben a térképek használaton kívüli úttörőtáborként jelölték.
Az 1986-os csernobili atomerőmű-baleset után a rendszert üzemen kívül helyezték, ám a mai napig katonai őrizet alatt áll. A két ernyője közül a nagyobbik 150 méter, kisebbik 90 méter magas és együtt mintegy 900 m szélesek, tiszta, napfényes időben a tőle alig 10 km-re északkeletre fekvő Pripjaty városából is láthatóak. Az antenna földrajzi koordinátái: é. sz. 51° 18′ 15″, k. h. 30° 03′ 53″51.304167°N 30.064722°E